# Shienar

De vlag van Shienar

Shienar is een fictief land uit de boekencyclus Het Rad des Tijds van de schrijver Robert Jordan.
Shienar is een land dat in het uiterste noordoosten van De Oude Wereld ligt en grenst aan De Verwording, de Rug van de Wereld en Arafel. De twee grootste steden van Shienar zijn Fal Moran (de hoofdstad) en Fal Dara. Shienar wordt geregeerd door koning Easar van het huis Thogita.
Shienar behoort tot de zogenaamde Grenslanden; Zij dienen ervoor te zorgen dat de Oude Wereld gevrijwaard blijft van invallen van de schepsels van de Duistere. Door de eeuwenlange strijd tegen de Duistere en zijn schepsels, is de gehele maatschappij ingericht naar het ondersteunen van deze strijd. Steden liggen op hogere vlaktes en zijn ontworpen om vijanden buiten te houden. Rondom de steden worden kunstmatig open vlakten in stand gehouden, zodat voorkomen kan worden dat men onverhoeds aangevallen kan worden. In de steden zelf zijn regels van kracht om schepsels van de Duistere buiten te houden.
Shienar is berucht om zijn zware ruiterij; deze wordt als de beste in de Oude Wereld beschouwd. De overige onderdelen van het leger zijn getraind en uitgerust om elk mogelijke aanval van schepsels van de Duistere af te slaan. Shienaarse militairen zijn te herkennen aan hun haardracht. Krijgslieden dragen hun haar in een knot en scheren de zijkant van hun hoofd kaal.
Aiel-woestijn · Altara · Amadicia · Andor · Arad Doman · Arafel · Cairhien · Eilanden van het Zeevolk · Falme · Geldan · Illian · Kandor · Land van de Waanzinnigen · Malkier · Mayene · Morland · Saldea · Seanchan · Shara · Shienar · Tarabon · Tar Valon · Tyr · de Verwording